# コルブランク駅
コルブランク駅（カタルーニャ語：Estació de Collblanc、スペイン語：Estación de Collblanc）はスペインのカタルーニャ州バルセロナ県バルサルネス郡ルスピタレート・ダ・リュブラガートにある、バルセロナ地下鉄5号線・9号線・10号線の地下鉄駅。

## 歴史
1969年11月3日に5号線の最初の開業区間として、サン・ラモン（カタルーニャ語：Sant Ramon）という駅名で開業。1982年に路線番号の再編と駅名の変更により、現在の駅名となった。
9号線南区間および10号線南区間は当初は2007年に開業する予定であった。その後、 2011年に開業の延期が発表され、さらに2016年2月12日に延期が発表され結局は9号線のみ開業した。10号線は最終的に2018年9月8日に開通した。

## 駅構造
2号線はコルブランク通りの地下に駅施設がある、相対式ホーム2面2線の地下駅。
9号線と10号線はホームを共有しており、2号線と十字に交差する相対式ホーム2面2線の地下駅。ホームドアを設けている。

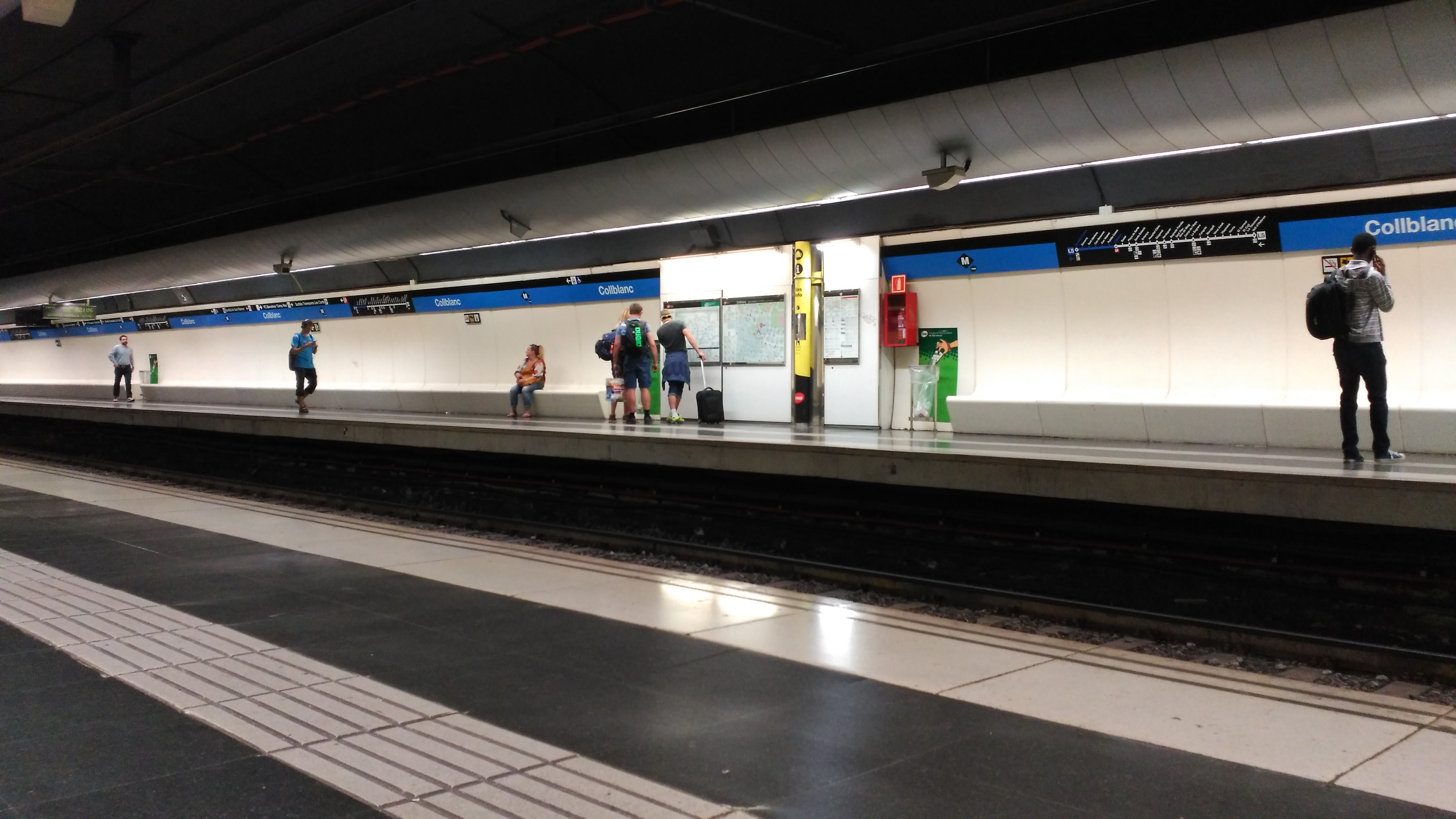
5号線ホーム
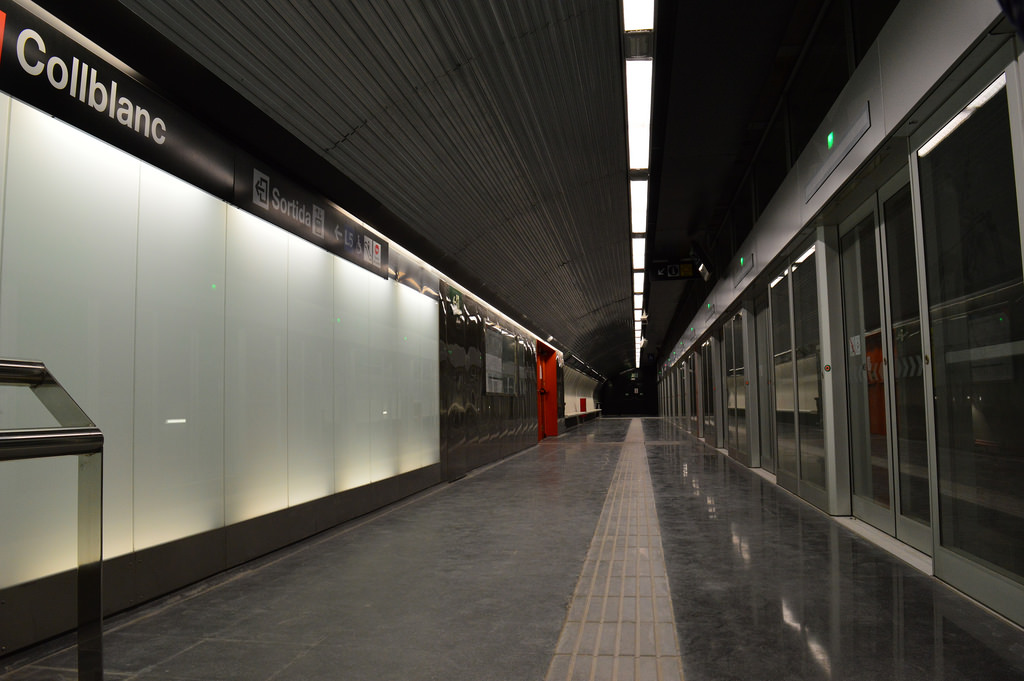
9・10号線ホーム

## 駅周辺
- マルケザ公園（カタルーニャ語版）
- メルカドーナ
- コルブランク市場（カタルーニャ語版、スペイン語版）
- パラウ・ブラウグラナ
- FCバルセロナミュージアム（カタルーニャ語版、スペイン語版、英語版）
- カンプ・ノウ

## 隣の駅
バルセロナ地下鉄
 5号線
アーネスト・リュッフ駅 - コルブランク駅 - バダル駅
 9号線
トゥラサ駅  - コルブランク駅 - ゾナ・ウニベルシタリア駅
 10号線
トゥラサ駅  - コルブランク駅